# 張星特
張星特（2003年2月11日—），為浙江省溫州市人，出生於雲南省昆明市，中國大陸男歌手，所屬經紀公司為微粒文化 （页面存档备份，存于）  合約已到期。他於2021年2月17日參加騰訊視頻偶像男團競演養成類真人秀節目《創造營2021》。
張星特官方粉絲名為「特笑藥」，個人應援色為「 星系大海 」 。

## 經歷
2018年推出首支个人單曲《南飛的雁》。2019年，先后發行單曲《星光》、《方向》。2020年，發行《挽留》等原創單曲。
2020年9月4日，參與甜嗓音樂人很美味×溫暖系音樂人黃鯤的秋季限定聯合巡演「我們寫了一首情詩給你」特邀嘉賓，這是張星特第一場大型音樂性質的舞台表演。
11月30日，為網絡劇《浪花男神》演唱片頭曲《世界上唯一的你》。
2021年2月17日，參加騰訊視頻偶像男團競演養成類真人秀節目《創造營2021》，這是他的綜藝首秀，表演了《遇見你的時候所有星星都落到我頭上》、《永不失聯的愛》、《Lover Boy 88》等歌曲，最終順利闖進總決賽，以第16名成績畢業，並以個人歌手身份活動
6月17日，獲得“潮聚東方·星勢力大賞”瑞麗年度最具潛力新人獎
8月14日，獲得“瑞麗遇鑑時尚新物種”年度最具突破男歌手 

### 《創造營2021》时期
| 期数       | 排名   | 升降   | 票數 （撐腰值） | 評級  | 備註   |
| 第二期     | 第26名 | 不適用 | 未有公佈撐腰值  | B → B |        |
| 第三期     | 第27名 | ▼ 1    | 未有公佈撐腰值  | B → B |        |
| 第四期     | 第23名 | ▲ 4    | 未有公佈撐腰值  | B → B |        |
| 第五期     | 第21名 | ▲ 2    | 5,310,719撐腰值 | B → B |        |
| 第六期     | 第23名 | ▼ 2    | 未有公佈撐腰值  | B → B |        |
| 第七期     | 第18名 | ▲ 5    | 6,416,020撐腰值 | B → B |        |
| 第八期     | 第15名 | ▲ 3    | 未有公佈撐腰值  | B → B |        |
| 第九期     | 第16名 | ▼ 1    | 2,950,003撐腰值 | B → B |        |
| 決賽前三天 | 第16名 | ▬      | 未有公佈撐腰值  | B → B |        |
| 決賽前一天 | 第16名 | ▬      | 未有公佈撐腰值  | B → B |        |
| 第十期     | 第16名 | ▬      | 2,572,435撐腰值 | B → B | 未成團 |

## 綜藝表演作品

### 《創造營2021》表演曲目
| 演出日期      | 歌曲資料 | 備註         |
| 2021年2月20日 | 《遇見你的時候所有星星都落到我頭上》 - 歌曲說明：初評級舞台 - 原唱者：高姍 - 合作演唱者：黃鯤、何圳煜 - 備註：獲得小組撐腰王             | 第一期（上） |
| 2021年2月20日 | 《永不失聯的愛》 - 歌曲說明：初評級舞台battle環節（個人） - 原唱者：周興哲 - 備註：過關                                                  | 第一期（下） |
| 2021年3月6日  | 《Lover Boy 88》 - 歌曲說明：一公競演歌曲 - 原唱者：Higher Brothers、Phum Viphurit - 合作演唱者：林墨、張嘉元、張騰、井汲大翔、陳俊潔    | 第三期（下） |
| 2021年3月10日 | 官方主題曲舞台 《我們一起闖》（中文）《Chuang To-Gather Go！》（英文） - 原創歌曲 - 合作演唱者：全體學員                                 |              |
| 2021年3月13日 | 《DREAM》 - 歌曲說明：二創競演歌曲 - 原唱者：創造營2021主題曲改編 - 合作演唱者：米卡、吳宇恆 、曾涵江、何屹繁、李嘉祥                    | 第四期（下） |
| 2021年3月28日 | 《你就不要想起我》 - 歌曲說明：二公競演歌曲 - 原唱者：田馥甄 - 合作演唱者：米卡、尹浩宇、高卿塵、俞更寅                                  | 第六期（下） |
| 2021年4月10日 | 《輸入法打可愛按第五》 - 歌曲說明：三公競演歌曲 - 原唱者：原創歌曲 - 合作演唱者：米卡、吳宇恆、高卿塵、薛八一、曾涵江 - 助演嘉賓：鞠婧禕 | 第八期       |
| 2021年4月24日 | 《定義》 - 歌曲說明：決賽舞蹈歌曲 - 原唱者：原創歌曲 - 合作演唱者：伯遠、甘望星、井汲大翔、任胤蓬、俞更寅、羽生田拳武、張欣堯            | 決賽直播     |
| 2021年4月24日 | 《如果雨之後》 - 歌曲說明：決賽SOLO聲樂A組(個人) - 原唱者：周興哲 - 備註：首次登上微博熱搜26                                             | 決賽直播     |

### 《最好的舞台秋日限定》表演曲目
| 演出日期                      | 歌曲資料                                                                                   | 備註                  |
| 2021年11月27日                | 《殉情的抹香鯨》 - 原唱者：三塊木頭 - 合作演唱者：徐子未、吳海、靈超、胡春楊、奧斯卡、慶怜 | 第一期（下）          |
| 2021年12月4日                 | 《Never Stop》 - 原唱者： - 合作演唱者：徐子未、吳海、靈超、胡春楊、奧斯卡、慶怜           | 第二期（下）          |
| 2021年12月11日                | 《少年夢》 - 原唱者： - 合作演唱者：徐子未、吳海、靈超、胡春楊、奧斯卡、慶怜               | 第三期（下）          |
| 2021年12月18日                | 《熱愛105度的你》 - 原唱者： - 合作演唱者：徐子未、吳海、靈超、胡春楊、奧斯卡、慶怜        | 第四期（下）          |
| 2021年11月16日 2021年12月25日 | 《三國戀》 - 原唱者：呂建中 - 合作演唱者：徐子未、吳海、靈超、胡春楊、奧斯卡、慶怜         | 預熱直播 第五期（下） |
| 2021年11月16日 2021年12月25日 | 《蟲兒飛》 - 原唱者：鄭伊健                                                                | 預熱直播 第五期（下） |

## 音樂作品

### 其他合作單曲
| 發行日期      | 歌曲名稱 | 歌曲資料                                                                                  | 備註             |
| 2024年8月3日  | 星聲     | - 作詞：丁文斌／陳嘉琦 - 作曲／編曲：丁文斌 - 發行公司：上海禮林文化 - 出品方：富士instax |                  |
| 2025年7月26日 | 單選     | - 作詞：XMASwu - 作曲：XMASwu                                                             | 與XMASwu合作單曲 |

### 公益單曲
| 發行日期      | 歌曲名稱   | 歌曲資料                                             | 備註 |
| 2022年7月5日  | 愛笑的人   | - 作詞／作曲：徐珊 - 編曲：秦天 - 發行公司：求真娛樂 |      |
| 2022年7月14日 | 風聽我說話 | - 作詞／作曲：泓溪 - 編曲：辰宿 - 發行公司：超級腦洞 |      |

### 翻唱單曲
| 發行日期      | 歌曲名稱                      | 歌曲資料                                            | 備註                  |
| 2020年6月9日  | 7% - 原唱者：XMASwu           | - 作詞：XMASwu/十七草 - 作曲：XMASwu - 編曲：王大夫 |                       |
| 2021年9月1日  | 讓我為你唱首歌 - 原唱者：張翰 | - 作詞：嚴藝丹 - 作曲：嚴藝丹/劉佳 - 編曲：關天天   | 經典歌曲重製企劃      |
| 2022年3月26日 | 一笑傾城 - 原唱者：汪蘇瀧     | - 作詞：Finale - 作曲：汪蘇瀧 - 編曲：王大夫        |                       |
| 2022年8月23日 | 橘子汽水 - 原唱者：南拳媽媽   | - 作詞：林理惠 - 作曲：詹宇豪 - 編曲：蔣章          | 青春重置計劃6特調汽水 |

### OST
| 發行日期       | 歌曲名稱       | 歌曲資料                                                                | 備註                   |
| 2020年11月30日 | 世界上唯一的你 | - 作詞／作曲：梁棟江 - 編曲：任斌、陳禹驍 - 發行公司：索尼音樂          | 《浪花男神》網劇片頭曲 |
| 2023年4月6日   | 兩不疑         | - 作詞／作曲：花生、艾詩雨 - 編曲：馮帆 - 發行公司：智慧大狗 × 華策音樂 | 《兩不疑》影視劇片尾曲 |
| 2024年3月4日   | 平行時間的秘密 | - 作詞：張贏 - 作曲：鄭國鋒 - 編曲：駱亞新                              | 《別對我動心》網劇插曲 |

### 單曲
| 發行日期       | 歌曲名稱               | 歌曲資料                                                     | 備註     |
| 2018年8月18日  | 南飛的雁               | - 作詞：楊棟樑 - 作曲：楊棟樑 - 編曲：明子                   |          |
| 2019年6月26日  | 星光                   | - 作詞：盧一帆 - 作曲：盧一帆                                |          |
| 2019年12月26日 | 方向                   | - 作詞：陳蒨 - 作曲：趙亞楠 - 編曲：趙亞楠                   |          |
| 2020年3月28日  | 挽留                   | - 作詞：張星特 - 作曲：張星特 - 編曲：王大夫                 | 原創單曲 |
| 2020年9月4日   | 你我之間               | - 作詞：肖騰 - 作曲：肖騰                                    |          |
| 2020年9月12日  | 波羅的海               | - 作詞：CMJ - 作曲：吳劍中                                   |          |
| 2020年10月13日 | somebody               | - 作詞：李天陽 - 作曲：李天陽                                |          |
| 2020年11月28日 | 多喜歡你               | - 作詞：侯智傲 - 作曲：肖騰/鄭國鋒 - 編曲：李琳萱            |          |
| 2021年6月12日  | 年少的歡喜             | - 作詞：天賜 - 作曲：路焱/張星特 - 編曲：劉一帆              |          |
| 2021年7月20日  | 環遊夏天               | - 作詞：禾子 - 作曲：方鍇豪 - 編曲：王大夫                   |          |
| 2021年10月18日 | 我知道你一直沒有離開我 | - 作詞：張星特 - 作曲：張星特 - 編曲：周富堅                 | 原創單曲 |
| 2021年12月12日 | 大雨向陽               | - 作詞：林喬/零 - 作曲：影帝 - 編曲：影帝                    |          |
| 2022年5月27日  | 浪漫分店               | - 作詞：張星特 - 作曲：張星特 - 編曲：張杰駿                 | 原創單曲 |
| 2022年6月20日  | 冰鎮過的夏天           | - 作詞：禾子 - 作曲：禾子 - 編曲：餘竑龍                     |          |
| 2022年7月15日  | 心動夏悸               | - 作詞：煙十八 - 作曲：孫長磊 - 編曲：多墨                   |          |
| 2022年9月25日  | 大望公園               | - 作詞：鄭志煥 - 作曲：星子 - 編曲：張相楠                   |          |
| 2023年3月31日  | 專屬記號               | - 作詞：孔柏森 - 作曲：孔柏森 - 編曲：餘竑龍                 |          |
| 2023年4月17日  | 在你離開我之前         | - 作詞：張鵬鵬 - 作曲：董嘉鴻 - 編曲：伍威                   |          |
| 2023年5月5日   | 摘花                   | - 作詞：張在北 - 作曲：凱倫嗎 - 編曲：伍威                   |          |
| 2023年5月19日  | 畫                     | - 作詞：王森隆 - 作曲：劉一郴 - 編曲：橙汁er@伊格賽聽        |          |
| 2023年6月23日  | 飛馳人間               | - 作詞：冉亦 - 作曲：李蓬前 - 編曲：張星特/冰美式樂隊        |          |
| 2023年11月24日 | 四季                   | - 作詞：張星特/侯智傲 - 作曲：張星特/鄭國鋒 - 編曲：曾吳秋傑 |          |
| 2024年01月01日 | 在約定見面的日子       | - 作詞：冉亦/加加 - 作曲：李蓬前 - 編曲：冰美式樂隊          |          |
| 2024年01月20日 | 一個還在連載的故事     | - 作詞：胡期皓 - 作曲：胡期皓 - 編曲：小雲                   |          |
| 2024年04月24日 | 故事                   | - 作詞：夏偉淳 - 作曲：夏偉淳 - 編曲：朴桑松                 |          |
| 2025年02月11日 | 愛是_                  | - 作詞：岳琬清 - 作曲：池木 - 編曲：閔成偉                   |          |
| 2025年04月26日 | 戀歌                   | - 作詞：岳琬清 - 作曲：齊修遠 - 編曲：蘇珂                   |          |
| 2025年7月31日  | 港口                   | - 作詞：張星特/加加 - 作曲：張星特                           | 原創單曲 |
| 2025年8月29日  | 流星它                 | - 作詞：徐嘉蔚/黃小熊/張星特 - 作曲：苗小青                  |          |

### EP
| 發行順序 | 專輯資料                                                                            | 曲目                            |
| 1st      | 十八歲的未來信 - 數位發行日：2021年8月11日 - 唱片公司：北京中視鳴達文化傳媒有限公司 | 1. 部分 2. 唯獨你 3. 從不曾離開 |

### 專輯
| 發行順序 | 資料                                                                                             | 曲目 |
| -------- | ------------------------------------------------------------------------------------------------ | --- |
| 1st      | 去哪兒, 夢什麼 - 實體發行日：2023年2月19日預售 - 唱片公司：北京中視鳴達文化傳媒有限公司          | 1. 大望公園 2. 冰鎮過的夏天 3. 大雨向陽 4. 浪漫分店(原創) 5. 在你離開我之前 6. 我知道你一直沒有離開我(原創) 7. 摘花 8. 專屬記號               |
| 2st      | 流緒呢喃 - 實體發行日：未定 - 數位發行日：2024年8月28日 - 唱片公司：北京中視鳴達文化傳媒有限公司 | 1. 關於他的事(原創) 2. 悸動(原創) 3. 像風止於你 4. 瞬間永遠 5. 我知道你在等(原創) 6. 什麼才叫做應該(原創) 7. 別難過他都沒有(原創) 8. 言(原創) |

## 演出作品

### 電視劇／網絡劇
| 播出時間      | 劇名                                    | 角色                      | 播出平台 |
| ------------- | --------------------------------------- | ------------------------- | -------- |
| 2022年11月2日 | 《你是我的美味 （页面存档备份，存于）》 | 申小弟（女主的弟弟） 客串 | 愛奇藝   |

### 綜藝節目
| 播出日期                | 頻道     | 節目名稱                             | 備註                          |
| 2021年2月17日-4月24日   | 騰訊視頻 | 《創造營2021》                       | 參賽者 （最終排名獲得第16名） |
| 2021年月日              | 騰訊視頻 | 《營人進入異次元會變成笨蛋嗎》第四期 | 《創造營2021》衍生節目        |
| 2021年7月25日           | 东方卫视 | 《閃電咖啡館》                       |                               |
| 2021年11月16日-11月25日 | 百視TV   | 《最好的舞台秋日限定》               |                               |
| 2022年4月7日-4月10日    | 騰訊視頻 | 閃亮的日子                           | 俞更寅之友                    |
| 2022年                  | 騰訊視頻 | 閃亮的日子 第二季                    | 飛行嘉賓                      |
| 2022年8月31日           | 嗶哩嗶哩 | 嗶哩嗶哩向前衝                       |                               |
| 2022年9月17日           | 騰訊視頻 | 桃花塢開放中                         | 五十里桃花塢的衍伸節目        |
| 2022年9月16日           | 騰訊視頻 | 令人心跳的舞台                       |                               |
| 2022年12月22日          | 芒果TV   | 百分百開麥                           |                               |
| 2023年6月15日           | 優酷視頻 | 開心吧！麻花                         |                               |
| 2023年8月03日           | 騰訊視頻 | 活力滿分的夏天                       | 原名 桃花塢開放中第二季       |
| 2023年8月04日           | 騰訊視頻 | 聲而不凡                             | 導師                          |
| 2023年8月29日           | 騰訊視頻 | 噗通撲通的夏天                       |                               |
| 2024年4月19日           | 騰訊視頻 | 我們的季節 第二季                    | 少年守護官                    |
| 2024年04月26日          | Z視介    | 奇妙練歌房                           | 天賜的聲音衍生網綜            |
| 2024年05月11日          | 浙江衛視 | 幸運旅行家                           | 飛行嘉賓                      |
| 2024年05月15日          | 騰訊視頻 | 百分百歌手                           |                               |
| 2024年11月12日          | 騰訊視頻 | 桃花塢開放中第三季 曠野版            |                               |
| 2025年08月01日          | 江蘇衛視 | 打歌2025                             |                               |

## 巡演

### 2021“特想見到你”新歌分享會&情緒補完計劃[10]
| 場次 | 日期          | 國家／地區 | 城市 | 場館                |
| ---- | ------------- | ---------- | ---- | ------------------- |
| 1    | 2021年6月12日 | 中国大陆   | 上海 | 上海BFC外灘金融中心 |

### “SPECIAL STAR” 北京粉絲見面會
| 場次 | 日期          | 國家／地區 | 城市 | 場館      |
| ---- | ------------- | ---------- | ---- | --------- |
| 1    | 2021年7月10日 | 中国大陆   | 北京 | 糖果TANGO |

### “張星特·特派星系” 四城巡演
| 場次 | 日期           | 國家／地區 | 城市 | 場館                             |
| ---- | -------------- | ---------- | ---- | -------------------------------- |
| 1    | 2021年9月30日  | 中国大陆   | 廣州 | 大空間 （页面存档备份，存于）    |
| 2    | 2021年10月17日 | 中国大陆   | 成都 | 正火藝術中心                     |
| 3    | 2021年10月23日 | 中国大陆   | 杭州 | MAO太空間 （页面存档备份，存于） |
| 4    | 2021年12月12日 | 中国大陆   | 長沙 | 46Lifehouse                      |

### XT211·張星特生日會
| 場次 | 日期          | 國家／地區 | 城市 | 場館                                |
| ---- | ------------- | ---------- | ---- | ----------------------------------- |
| 1    | 2022年2月11日 | 中国大陆   | 南京 | 稻香音樂空間 （页面存档备份，存于） |

### “張星特·星球环游” 十城巡演
| 場次 | 日期           | 國家／地區 | 城市 | 場館                                       |
| ---- | -------------- | ---------- | ---- | ------------------------------------------ |
| 1    | 2022年6月19日  | 中国大陆   | 杭州 | MAO太空間 （页面存档备份，存于）           |
| 2    | 2022年7月2日   | 中国大陆   | 長沙 | 46Lifehouse                                |
| 3    | 2022年7月17日  | 中国大陆   | 廣州 | 太空間 （页面存档备份，存于）              |
| 4    | 2022年8月21日  | 中国大陆   | 成都 | 寅派動力                                   |
| 5    | 2022年9月24日  | 中国大陆   | 南京 | 稻香音樂空間 （页面存档备份，存于）        |
| 6    | 2022年11月4 日 | 中国大陆   | 溫州 | 意空間                                     |
| 7    | 2023年2月19日  | 中国大陆   | 廈門 | WOKESHOW 星巢沃克秀 （页面存档备份，存于） |
| 8    | 2023年2月25日  | 中国大陆   | 天津 | 大麥66 livehouse                           |
| 9    | 2023年3月10日  | 中国大陆   | 武漢 | 有咖現場(更換至田漢大劇院)                 |
| 10   | 2023年3月12日  | 中国大陆   | 重慶 | 寅派動力                                   |

### 張星特生日會“歡迎”光臨浪漫分店
| 場次 | 日期          | 國家／地區 | 城市 | 場館                                |
| ---- | ------------- | ---------- | ---- | ----------------------------------- |
| 1    | 2023年2月11日 | 中国大陆   | 上海 | ModernSkyLAB （页面存档备份，存于） |

### 肆季將至
| 場次 | 日期          | 國家／地區 | 城市                                      | 場館                                     |
| ---- | ------------- | ---------- | ----------------------------------------- | ---------------------------------------- |
| 1    | 2023年8月25日 |            | 墨爾本                                    | Arrow On Swanston （页面存档备份，存于） |
| 2    | 2023年8月27日 | 悉尼       | Oxford Art Factory （页面存档备份，存于） |                                          |

### 肆季
| 場次 | 日期           | 國家／地區 | 城市 | 場館                                       | 備註               |
| ---- | -------------- | ---------- | ---- | ------------------------------------------ | ------------------ |
| 1    | 2023年9月24日  | 中国大陆   | 廣州 | 大空間 （页面存档备份，存于）              |                    |
| 2    | 2023年9月30日  | 中国大陆   | 北京 | 福浪livehouse （页面存档备份，存于）       |                    |
| 3    | 2023年10月20日 | 中国大陆   | 長沙 | AMO                                        |                    |
| 4    | 2023年10月22日 | 中国大陆   | 重慶 | 寅派動力                                   |                    |
| 5    | 2023年11月03日 | 中国大陆   | 南京 | 稻香音樂空間 （页面存档备份，存于）        |                    |
| 6    | 2023年11月11日 | 中国大陆   | 濟南 | Caper Land雀躍之地                         |                    |
| 7    | 2023年11月18日 | 中国大陆   | 武漢 | 看見展演                                   |                    |
| 8    | 2023年12月02日 | 中国大陆   | 杭州 | 大麥66LiveHouse                            |                    |
| 9    | 2023年12月08日 | 中国大陆   | 廈門 | WOKESHOW 星巢沃克秀 （页面存档备份，存于） | 嘉宾：買辣椒也用券 |
| 10   | 2023年12月10日 | 中国大陆   | 上海 | MAO                                        |                    |
| 11   | 2023年12月23日 | 中国大陆   | 深圳 | SoFun Live                                 |                    |
| 12   | 2023年12月31日 | 中国大陆   | 天津 | 大麥66LiveHouse                            |                    |
| 13   | 2024年01月06日 | 中国大陆   | 溫州 | 意空間                                     | 嘉賓：趙讓         |
| 14   | 2024年01月13日 | 中国大陆   | 成都 | 正火藝術中心                               |                    |
| 15   | 2024年01月20日 | 中国大陆   | 南昌 | 瓦肆                                       |                    |

### 張星特2024逃離尼莫點演唱會
| 場次 | 日期           | 國家／地區 | 城市 | 場館                   | 備註       |
| ---- | -------------- | ---------- | ---- | ---------------------- | ---------- |
| 1    | 2024年8月31日  | 中国大陆   | 上海 | 北外灘友邦大劇院       |            |
| 2    | 2024年9月21日  | 中国大陆   | 深圳 | 蛇口風華大劇院         |            |
| 3    | 2024年11月09日 | 中国大陆   | 天津 | 津灣大劇院             |            |
| 4    | 2024年12月28日 | 中国大陆   | 武漢 | 武漢漢秀劇場           |            |
| 5    | 2025年08月16日 | 中国大陆   | 杭州 | 拱墅運河體育公園體育館 | 首場體育館 |

## 獎項

### 大型頒獎禮獲獎獎項
| 年份        | 名稱               | 獎項             | 作品 |
| 2021年6月17 | 瑞麗               | 最具潛力新人獎   |      |
| 2021年8月14 | 瑞麗               | 最具突破男歌手   |      |
| 2022年8月28 | 時髦青年           | 風尚新銳歌手     |      |
| 2025年1月18 | 上海流行金曲嘉年華 | 年度最佳原創新星 |      |

## 外部連結
- 張星特的新浪微博
- 張星特的抖音
- 張星特的Instagram帳戶
- 張星特官方Youtube頻道 （页面存档备份，存于）
- 張星特的小紅書
- 張星特的B站[]